# Lac Basile (rivière de la Perdrix Blanche)
Pour les articles homonymes, voir Basile et lac Basile.

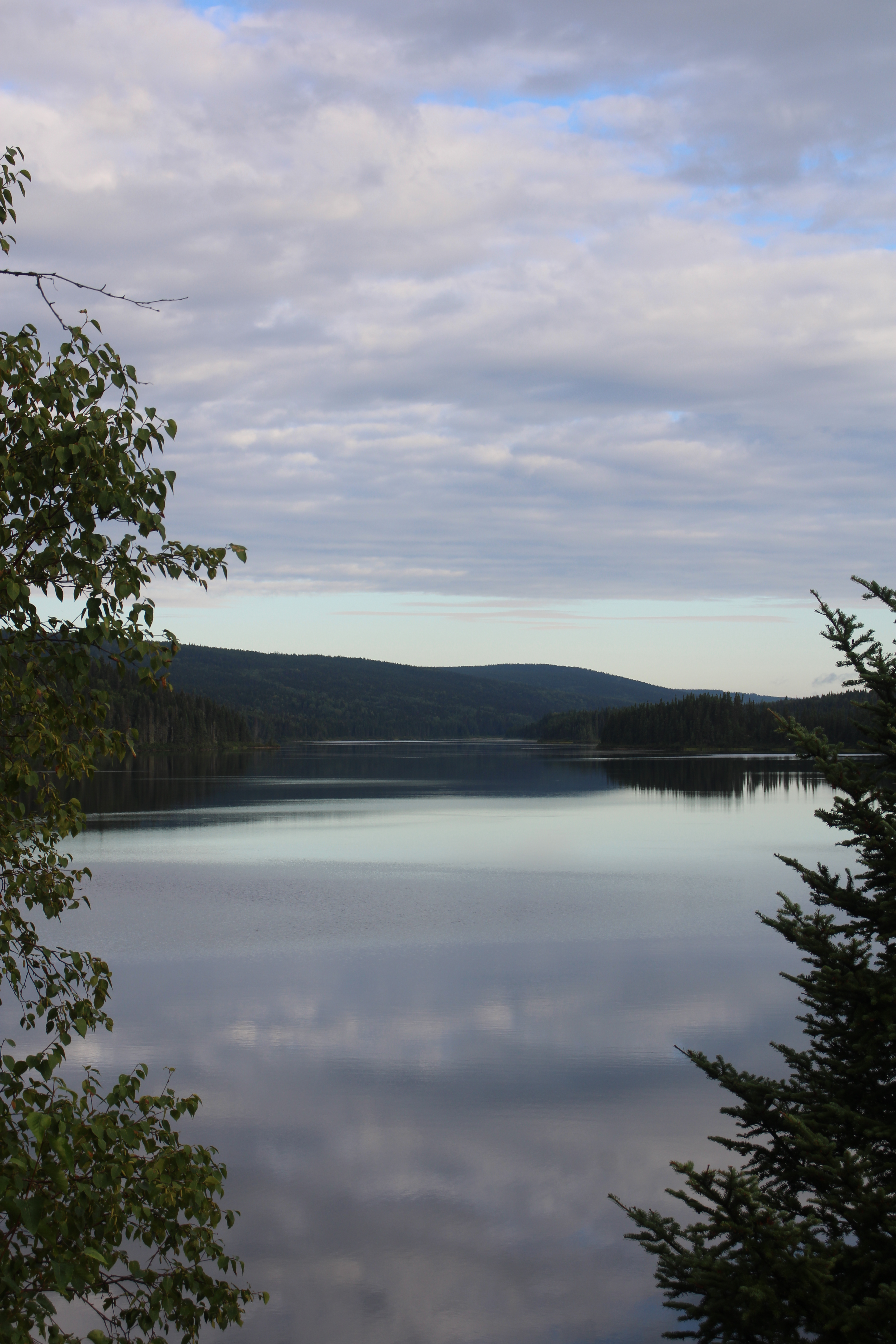
Lac Basile, le matin

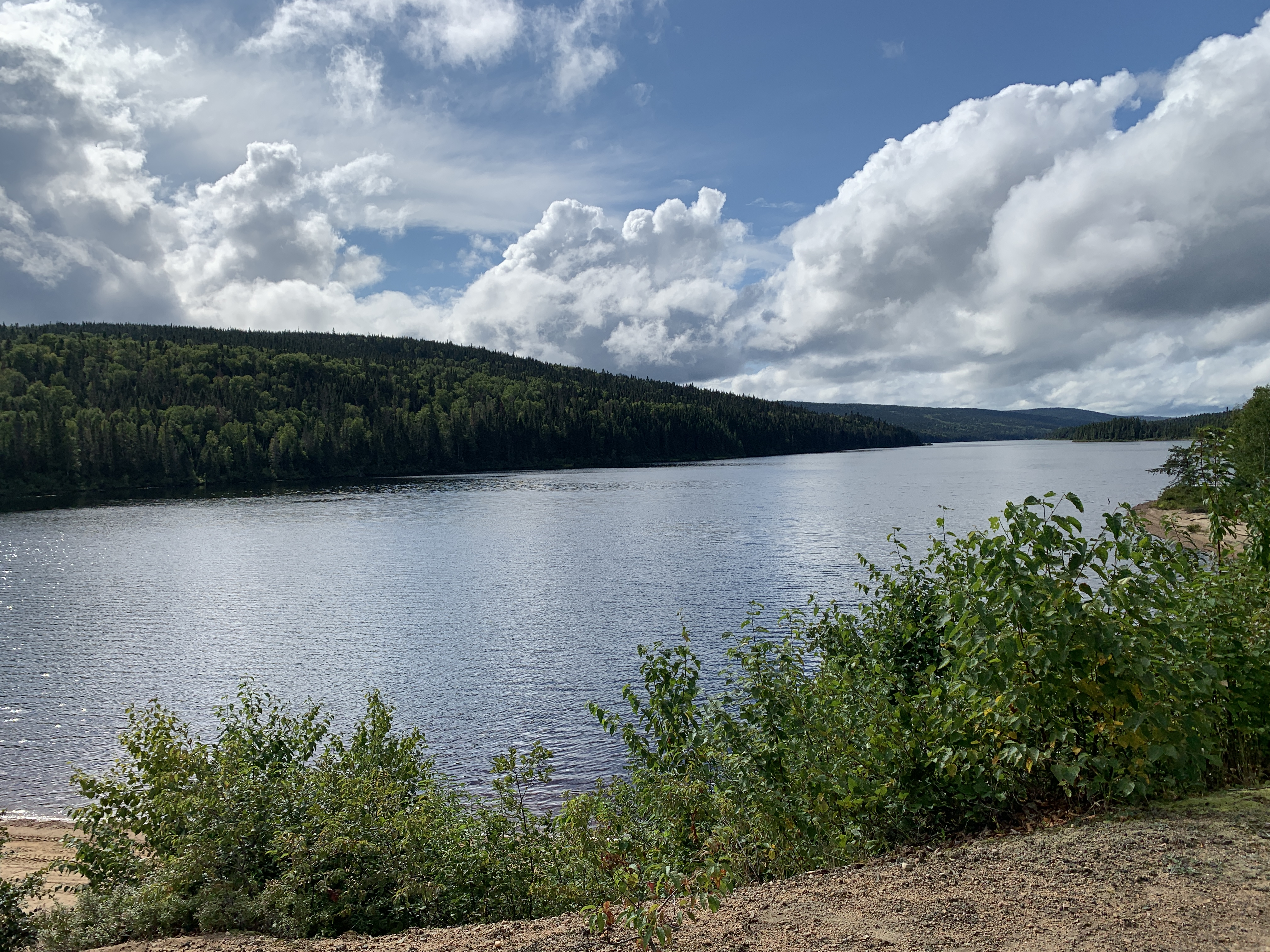
Lac Basile, l'après-midi.

Le lac Basile est un plan d’eau douce du bassin versant la rivière Mistassini qui est traversé par la rivière de la Perdrix Blanche. Ce lac est situé dans le territoire non organisé de Rivière-Mistassini, dans la municipalité régionale de comté (MRC) de Maria-Chapdelaine, dans la région administrative du Saguenay–Lac-Saint-Jean, dans la province de Québec, au Canada.
La zone du lac Basile est desservie par quelques routes forestières secondaires surtout pour les besoins de la foresterie et des activités récréotouristiques,,.
La foresterie constitue la principale activité économique dans la zone du lac ; les activités récréotouristiques, en second.
La surface du lac Basile est habituellement gelée de la fin novembre au début avril, toutefois la circulation sécuritaire sur la glace se fait généralement de la mi-décembre à la mi-avril.

## Géographie
Les principaux bassins versants voisins du lac Basile sont :
- côté nord : petite rivière aux Rats, lac de la Perdrix Blanche, rivière de la Perdrix Blanche, rivière Catherine, rivière Nepton ;
- côté est : rivière Nepton), petite rivière aux Rats, rivière Mistassibi, ruisseau des Aulnaies, ruisseau du Caribou ;
- côté sud : rivière de la Perdrix Blanche, ruisseau Lussier, ruisseau Arthur, rivière aux Rats ;
- côté ouest : rivière Samaqua, rivière Mistassini, lac Launière.

Le lac Basile comporte une superficie de 1,92 km2, une longueur de 4,8 km, une largeur maximale de 0,6 km et une altitude de 226 m. Ce lac comporte neuf petites îles. Il est surtout alimenté par la rivière de la Perdrix Blanche, le ruisseau Tanguay (venant du sud), une décharge (venant du nord-ouest) et une autre décharge (venant du nord). Une presqu’île rattachée à la rive nord coupe le lac en deux parties.
L’embouchure du lac Basile est localisée au sud, soit à :
- 10,2 km au nord-Ouest de la confluence de la rivière Nepton et de la rivière de la Perdrix Blanche ;
- 17,4 km au nord-ouest de la confluence de la rivière de la Perdrix Blanche et de la rivière aux Rats ;
- 56,7 km au nord-ouest de la confluence de la rivière aux Rats et de la rivière Mistassini ;
- 75,7 km au nord-ouest de la confluence de la rivière Mistassini et du lac Saint-Jean[1].

À partir de l’embouchure du lac Basile, le courant descend successivement le cours de la :
- rivière de la Perdrix Blanche sur 27,5 km vers le sud ;
- rivière aux Rats vers le sud sur 46,0 km ;
- rivière Mistassibi sur 24,3 km vers le sud ;
- rivière Mistassini sur 22,7 km vers l’Est, puis le sud-Ouest.

À l’embouchure de cette dernière, le courant traverse le lac Saint-Jean sur 42,7 km vers l’Est, puis emprunte le cours de la rivière Saguenay vers l’Est sur 155 km jusqu’à la hauteur de Tadoussac où il conflue avec le fleuve Saint-Laurent.

## Toponymie
Le terme « Basile » constitue un prénom d’origine française.
Le toponyme « lac Basile » a été officialisé le 5 décembre 1968 par la Commission de toponymie du Québec.

### Articles connexes

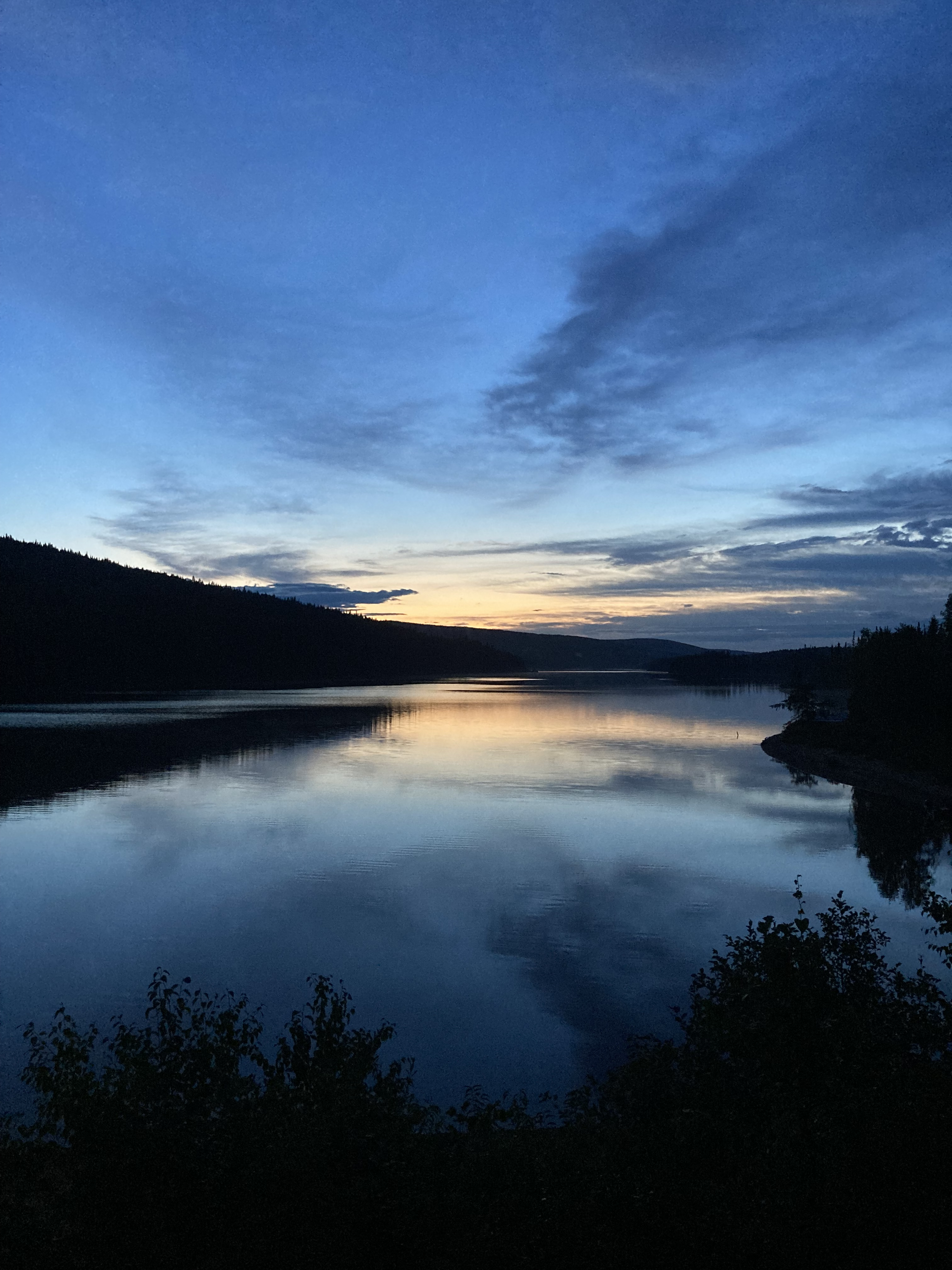
Lac Basile, le soir